# Santobius annulipes
Santobius annulipes – gatunek kosarza z podrzędu Laniatores i rodziny Podoctidae..